# Liste des districts du Nagaland

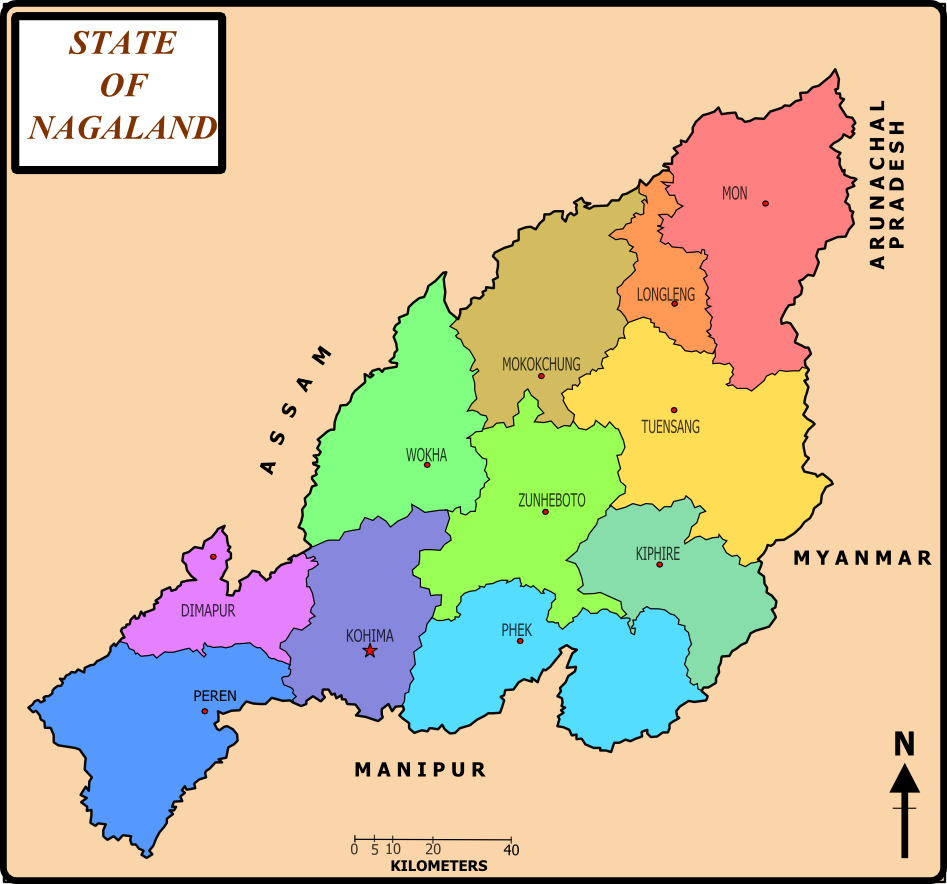
Districts du Nagaland.

L'État du Nagaland en Inde est formé de 11 districts :

## Liste des districts
| Sigle | District   | Chef-lieu  | Population (2011) | Superficie (km²) | Densité 2011 | Site officiel                 |
| ----- | ---------- | ---------- | ----------------- | ---------------- | ------------ | ----------------------------- |
| DI    | Dimapur    | Dimapur    | 379,769           | 926              | 410          | http://dimapur.nic.in/        |
|       | Kiphire    | Kiphire    | 74,033            | 1,255            | 66           | http://kiphire.nic.in/        |
| KO    | Kohima     | Kohima     | 270,063           | 1,041            | 213          | http://kohima.nic.in/         |
|       | Longleng   | Longleng   | 50,593            | 885              | 89           | http://kohima.nic.in/         |
| MK    | Mokokchung | Mokokchung | 193,171           | 1,615            | 120          | http://mokokchung.nic.in/     |
| MN    | Mon        | Mon        | 259,604           | 1,786            | 145          | http://mon.nic.in/            |
|       | Peren      | Peren      | 163,294           | 2,300            | 55           | http://peren-district.nic.in/ |
| PH    | Phek       | Phek       | 163,294           | 2,026            | 81           | http://phek.nic.in/           |
| TU    | Tuensang   | Tuensang   | 414,801           | 4,228            | 98           | http://tuensang.nic.in/       |
| WO    | Wokha      | Wokha      | 166,239           | 1,628            | 120          | http://wokha.nic.in/          |
| ZU    | Zunheboto  | Zunheboto  | 141,014           | 1,255            | 112          | http://zunheboto.nic.in/      |